# Simone Violka
Simone Violka (* 10. März 1968 in Burgstädt) ist eine deutsche Politikerin (SPD) und war von 1998 bis 2009 Mitglied des Deutschen Bundestages.

## Leben und Beruf
Nach dem Besuch der Polytechnischen Oberschule (POS) „Hans Beimler“ in Penig absolvierte Simone Violka von 1984 bis 1986 eine Lehre zum Wirtschaftskaufmann beim VEB Werkzeugmaschinenkombinat „Fritz Heckert“ in Karl-Marx-Stadt. Anschließend arbeitete sie hier bis 1990 als Sachbearbeiterin für Kostenrechnung. Nach der Wiedervereinigung kam es zur Privatisierung des Standortes Chemnitz und zur Neugründung der Union Werkzeugmaschinen GmbH, wo Simone Violka bis 1994 als Sachbearbeiterin für Finanzen und von 1994 bis 1998 als Finanzbuchhalterin tätig war.

## Partei
Violka ist 1993 in die SPD eingetreten und gehörte von 1997 bis 1999 dem Vorstand des SPD-Unterbezirks Chemnitz an. Seit 1999 ist sie Mitglied im Landesvorstand der SPD in Sachsen.

## Abgeordnete
Von 1994 bis 2019 gehörte Violka dem Stadtrat ihrer Heimatstadt Penig an.
Von 1998 bis 2009 war sie Mitglied des Deutschen Bundestages. Hier war sie ab Oktober 2002 stellvertretende Vorsitzende der Deutsch-Ägyptischen Parlamentariergruppe und ab November 2005 Sprecherin der Landesgruppe Sachsen in der SPD-Bundestagsfraktion. Ab Herbst 2005 war sie außerdem stellvertretende Sprecherin der Gruppe junger Abgeordneter in der SPD-Fraktion („Youngsters“).
Violka war 1998 als direkt gewählte Abgeordnete des Wahlkreises Glauchau – Rochlitz – Hohenstein-Ernstthal – Hainichen und danach stets über die Landesliste Sachsen in den Bundestag eingezogen. Ihr Heimatwahlkreis ist Chemnitzer Land – Stollberg.